# 5077 Фавалоро
5077 Фавалоро  (5077 Favaloro) — астероїд головного поясу, відкритий 17 червня 1974 року.
Тіссеранів параметр щодо Юпітера — 3,614.